# Головлівська волость
Головлівська волость — історична адміністративно-територіальна одиниця Ананьївського повіту Херсонської губернії.
Станом на 1886 рік складалася з 23 поселень, 20 сільських громад. Населення — 7147 осіб (3694 чоловічої статі та 3453 — жіночої), 697 дворових господарства.
|                     | Площа, десятин | У тому числі орної, дес. |
| ------------------- | -------------- | ------------------------ |
| Сільських громад    | 4847           | 3365                     |
| Приватної власності | 49630          | 11626                    |
| Казенної власності  | —              | —                        |
| Іншої власності     | 398            | 111                      |
| Загалом             | 54875          | 15105                    |

Найбільші поселення волості:
- Головлева[2] (Хутір Щасливий) — колишнє власницьке село при річці Бакшала за 80 верст від повітового міста, 240 осіб, 33 двори.
- Богданівка — колишнє власницьке село при річці Буг, 872 особи, 162 двори, школа, 2 лавки.
- Думанівка — колишнє власницьке містечко при річці Чартола, 169 осіб, 31 дворів, єврейський молитовний будинок, земська станція, 8 лавка.
- Іванівка (Лауданівка) — колишнє власницьке село при річці Бакшала, 142 особи, 33 двори, православна церква, земська станція, 2 лавки.
- Карлівка (Лікарське) — колишнє власницьке село при річці Бакшала, 225 осіб, 25 дворів, православна церква.
- Щасливка — колишнє власницьке село при річці Бакшала, 194 особи, 32 двори, православна церква, трактир, лавка.
- Трипіль (Маринівка) — колишнє власницьке село при річці Бакшала, 209 осіб, 33 двори, школа.
- Федорівка — колишнє власницьке село, 128 осіб, 28 дворів, лавка.
- Царедарівка (Заблоцьке) — колишнє власницьке село при ставках, 403 особи, 70 дворів, школа, винний склад.